# Siren lacertina
Siren lacertina é uma espécie de anfíbio caudado pertencente à família Sirenidae. Pode ser encontrada nos Estados Unidos e no México.